# Magicicada neotredecim
Magicicada neotredecim (лат.) — вид периодических цикад с 13-летним жизненным циклом, распространенный в восточной части Северной Америки.
Относится к группе decim, включающей также виды Magicicada tredecim (13-летняя) и Magicicada septendecim (17-летняя). По своему циклу сходен с видами Magicicada tredecassini, Magicicada tredecula и Magicicada tredecim, имеющими также 13-летний период развития.
Глаза и жилки крыльев красные, верхняя часть груди чёрная. Пением и оранжевой окраской брюшка напоминают вид Magicicada septendecim, от которого отличаются жизненным циклом.
Близок к виду Magicicada tredecim, с которым многие годы объединялся в единый вид и от которого отличается окраской брюшка и митохондриальной ДНК.